# Libertariánská demokracie
Libertariánská demokracie je koncept vlády založené na ústavním omezení možnosti státu násilím nebo pod jeho pohrůžkou zasahovat do jiných než výslovně vyjmenovaných společenských vztahů (např. vnitřní a vnější bezpečnost, justice, nejnutnější veřejná správa a zajištění nejzákladnějších sociálních potřeb obyvatel, kteří by jinak byli ohroženi na životě). Autorem konceptu je Roman Kříž, zakladatel Libertariánského institutu.
Libertariánská demokracie každému občanovi umožňuje dělat si za své prostředky a na svém majetku, co uzná za vhodné, pokud tím nenarušuje svobodu jiného občana.

## Základní zásady
1. Každý člověk je svobodný – má možnost dělat si za své a na svém cokoliv, co nezasahuje do stejné možnosti jiného. Spory rozhodují soudy.
2. Svoboda jedince je nedělitelně spojena s jeho odpovědností.
3. Každý má právo jednat dle svých potřeb, pokud respektuje svobodu druhých.
4. Každý je povinen respektovat svobodu druhého a svoboda každého musí být respektována druhými.
5. Stát není prostředkem k uspokojení potřeb jednoho člověka na úkor druhého.
6. Násilí či pohrůžka násilím jsou přijatelné pouze a jen v případě obrany proti útoku na osobu či majetek.
7. Plnoprávný občan je sám zcela zodpovědný za kvalitu svého života. Nikdo nemůže být zbaven odpovědnosti za svůj osud a jednání bez omezení svých práv.
8. Každá činnost státu musí být zdůvodněna a obhájena – stát by měl vykonávat jen to, co je nezbytně nutné. Činnost státu je transparentní a veřejná.
9. Každý může na jiného či na stát přenést pouze ta práva, která sám má.
10. Úlohou státu není podnikat, vlastnit nebo vydělávat. Stát má mít charakter servisní organizace poskytující služby občanům.
11. Stát nevstupuje do vztahů mezi občany jinak, než jako rozhodce, a to pouze na žádost poškozeného.
12. Uplatňování principu předběžné opatrnosti je nepřípustné.

Oproti konceptu tzv. liberální demokracie, která je založena pouze na zásadách enumerativnosti veřejnoprávních pretenzí a legální licence, resp. vyjmenování lidských a občanských práv (viz např. Listina či Pakt)je koncept libertariánské demokracie založen na výslovném vymezení agendy státu a působí jako pojistka proti „bobtnání“ státu a jeho stále většímu zasahování do společenských a ekonomických vztahů.